# Luca Cadalora
Luca Cadalora, né le 17 mai 1963 à Modène, est un pilote de vitesse moto italien.

## Biographie
Spécialiste des petites cylindrées, il fut l'un des meilleurs pilotes moto des années 1990. En 2010 il est le patron et le pilote d'essai de l'écurie FB Corse où court Garry McCoy.

## Statistiques

### Statistiques par catégorie
| Catégorie | Année          | 1er GP   | 1er Podium | 1re Victoire | Courses | Victoires | Podiums | Pole | M.tours¹ | Points | Titres |
| --------- | -------------- | -------- | ---------- | ------------ | ------- | --------- | ------- | ---- | -------- | ------ | ------ |
| 125 cm3   | 1984-1986      | NAT 1984 | GER 1984   | GER 1986     | 25      | 4         | 9       | 6    | 5        | 153    | 1      |
| 250 cm3   | 1987-1992      | JAP 1987 | ESP 1987   | GER 1988     | 87      | 22        | 39      | 15   | 19       | 952    | 2      |
| 500 cm3   | 1989;1993-2000 | GBR 1989 | GBR 1993   | GBR 1993     | 83      | 8         | 24      | 8    | 6        | 827    | 0      |
| Total     | 1984-2000      |          |            |              | 195     | 34        | 72      | 29   | 30       | 1 932  | 3      |

## Palmarès
- Champion du monde 250cm3 en 1991 et 1992
- Champion du monde 125cm3 en 1985
- 4 victoires en 125cm3, 22 en 250cm3, 8 en 500cm3